# Apicencya vadoni
Apicencya vadoni är en skalbaggsart som beskrevs av Marc Lacroix 1993. Apicencya vadoni ingår i släktet Apicencya och familjen Melolonthidae. Inga underarter finns listade i Catalogue of Life.